# William Lowe (lekkoatleta)
William Joseph „Bill” Lowe (ur. 13 grudnia 1901 w Belfaście, zm. 1971 w Peterborough) – irlandzki lekkoatleta, olimpijczyk.

## Życiorys
W młodości wyemigrował do Anglii. W czasach szkolnych był juniorskim mistrzem Blackpool. Trafił potem do Manchester Athletic Club, gdzie w 1924 roku zwyciężył w wewnątrzklubowych mistrzostwach w biegu na 440 jardów – rezultat Lowe’a z tego wyścigu (51,2 s) był jeszcze po II wojnie światowej najlepszym wynikiem w historii klubu. 
W tym samym roku został wybrany do reprezentacji Irlandii na igrzyska olimpijskie w Paryżu, gdzie wystąpił w biegach na 100 m i 200 m. W pierwszej z konkurencji odpadł w rundzie eliminacyjnej, osiągając czwarty wynik w swoim wyścigu. Na dwukrotnie dłuższym dystansie dotarł do fazy ćwierćfinałowej – zajął w niej piąte miejsce w piątym biegu ćwierćfinałowym (czasy zawodnika z obu wyścigów są nieznane). Zdobył złote medale mistrzostw Irlandii w biegach na 100 i 220 jardów.
Po igrzyskach powrócił ponownie do Anglii, gdzie kontynuował uprawianie sportu. Grał m.in. w piłkę nożną w klubie Northern Nomads F.C. Jako amator zajmował się także graniem w rugby (Heaton Moor Rugby Club) i krykieta (Old Trafford Lancashire), ponadto był golfistą (Mid-Norfolk Golf Club). Po osiedleniu się w Peterborough zajął się sędziowaniem zawodów lekkoatletycznych – doszedł do funkcji sędziego głównego zawodów lekkoatletycznych w hrabstwie Northamptonshire. Jest również autorem książki na temat przeciągania liny, zatytułowanej Mechanics of Tug-of-War. Był długoletnim pracownikiem F. Perkins Limited w Peterborough.
Rekord życiowy w biegu na 100 jardów – 10,3.